# Niccolò da Tolentino

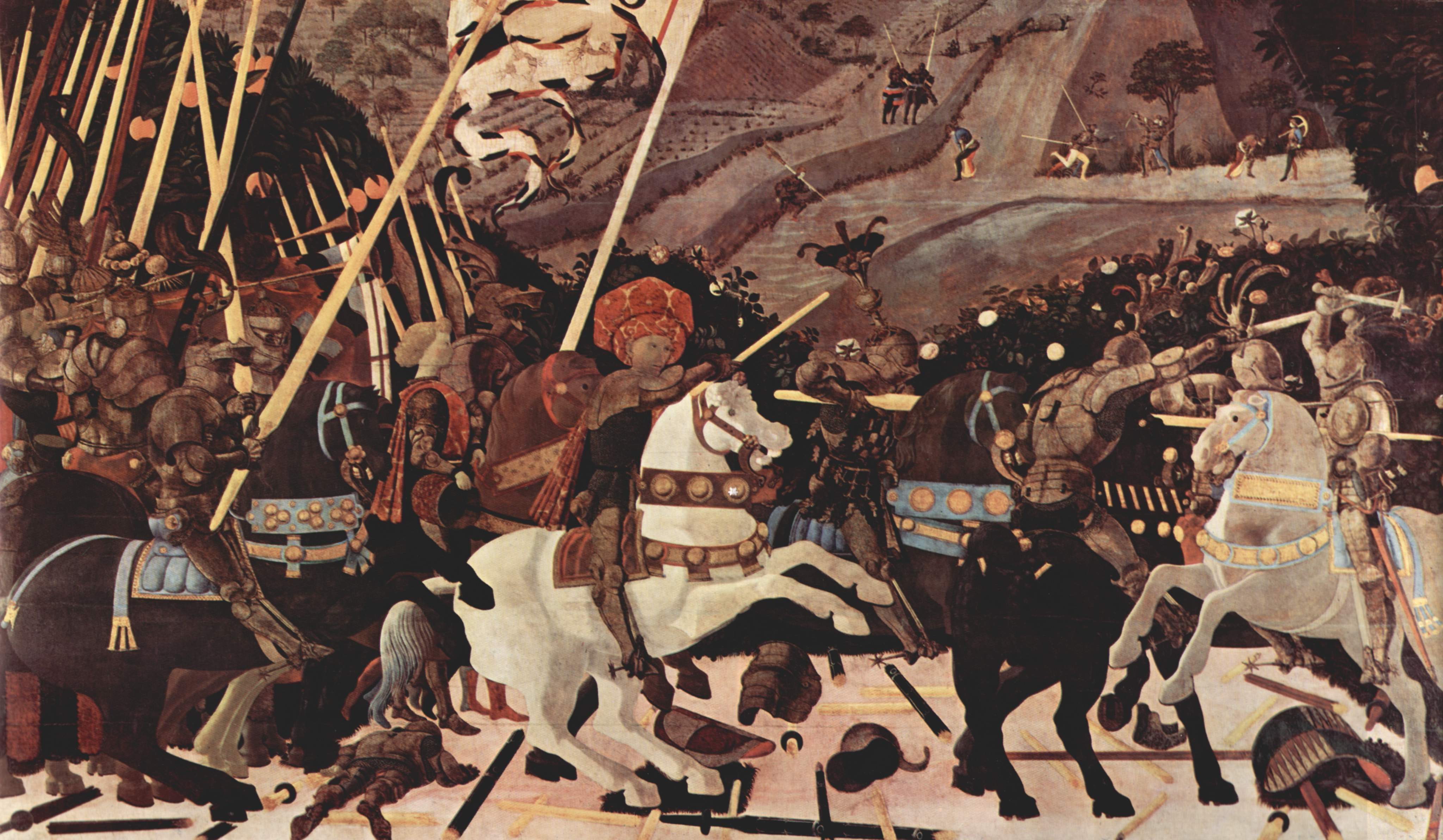
Niccolò da Tolentino als Anführer der Florentiner, Paolo Uccello, 1456

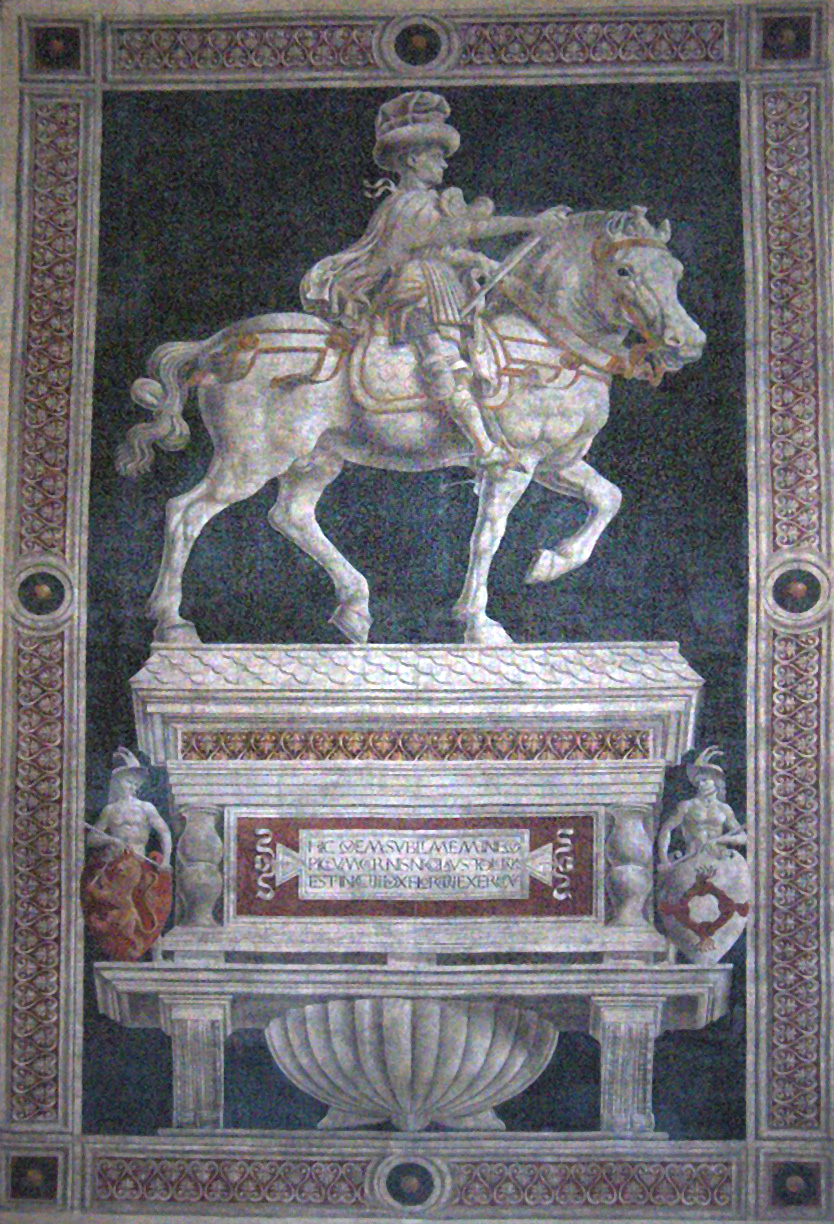
Niccolò da Tolentino. Fresco von Andrea del Castagno, 1456

Niccolò da Tolentino (Niccolò Maruzzi della Stacciola; * um 1355 in Tolentino; † 20. März 1435 in Borgo Val di Taro) war ein Condottiere.
Er stammte aus der Familie Mauruzzi della Stacciola aus Tolentino. Ab 1370 trat er, von seinen Eltern entfremdet, in den Dienst verschiedener Herren. 1406 war er Condottiere unter Gabrino Fondulo, Herr von Cremona. Pandolfo Malatesta III. († 1427), Herr von Fano und Cesena, machte ihn 1407 zu seinem Seneschall und 1423 zum Marschall. Dokumente der Biblioteca Universitaria of Urbino zeugen von seiner Ernennung zum Lehnsherren im Jahre 1412 durch Malatesta. Damit wurde er Erbgraf und Burgherr von Stacciola. 1431 bestätigte Papst Eugen IV. die Ernennung.
Seinen Herren wechselte er häufig. Führer des Florentiner Heeres war er von Juni 1423 bis Mai 1424, danach wechselte er bis Juli 1424 zu den päpstlichen Truppen, zu denen er nach seiner Rückkehr nach Florenz auch im August 1428 wieder kam. 1431 war es dann von Februar bis August Mailand. 1432 fand wieder ein Wechsel vom Vatikan nach Florenz statt, was ihn sein im Vorjahr erhaltenes Lehen von Borgo San Sepolcro kostete. Am 23. Juni 1433 wurde er oberster Heerführer der Florentiner.
Er wurde von den Mailändern gefangen genommen und starb an den Folgen eines Sturzes, möglicherweise durch Fremdeinwirken. Sein beachtliches Vermögen betrug zu dieser Zeit 200.000 Dukaten, 2.000 Pfund Silber, 90 Pferde und 30 Esel. Er ist im Dom von Florenz bestattet, sein Herz wird im Augustinerkloster von Tolentino aufbewahrt.

## Darstellungen
Im Dom von Florenz fertigte Andrea del Castagno 1456 ein Reiterfresko Niccolòs an. Paolo Uccello malte ihn nach seinen Vorstellungen der Schlacht von San Romano. Niccolò Machiavelli erzählt in seiner Geschichte von Florenz (5. Band, 1. Kapitel) von Niccolò da Tolentinos Gefangennahme und Tod.